# Lanžov
Lanžov är en ort i Tjeckien. Den ligger i den centrala delen av landet, 100 km öster om huvudstaden Prag. Lanžov ligger 301 meter över havet och antalet invånare är 191.
Terrängen runt Lanžov är platt söderut, men norrut är den kuperad. Runt Lanžov är det ganska tätbefolkat, med 86 invånare per kvadratkilometer. Närmaste större samhälle är Dvůr Králové nad Labem, 6,2 km nordost om Lanžov. Trakten runt Lanžov består till största delen av jordbruksmark.